# Airkenya Express

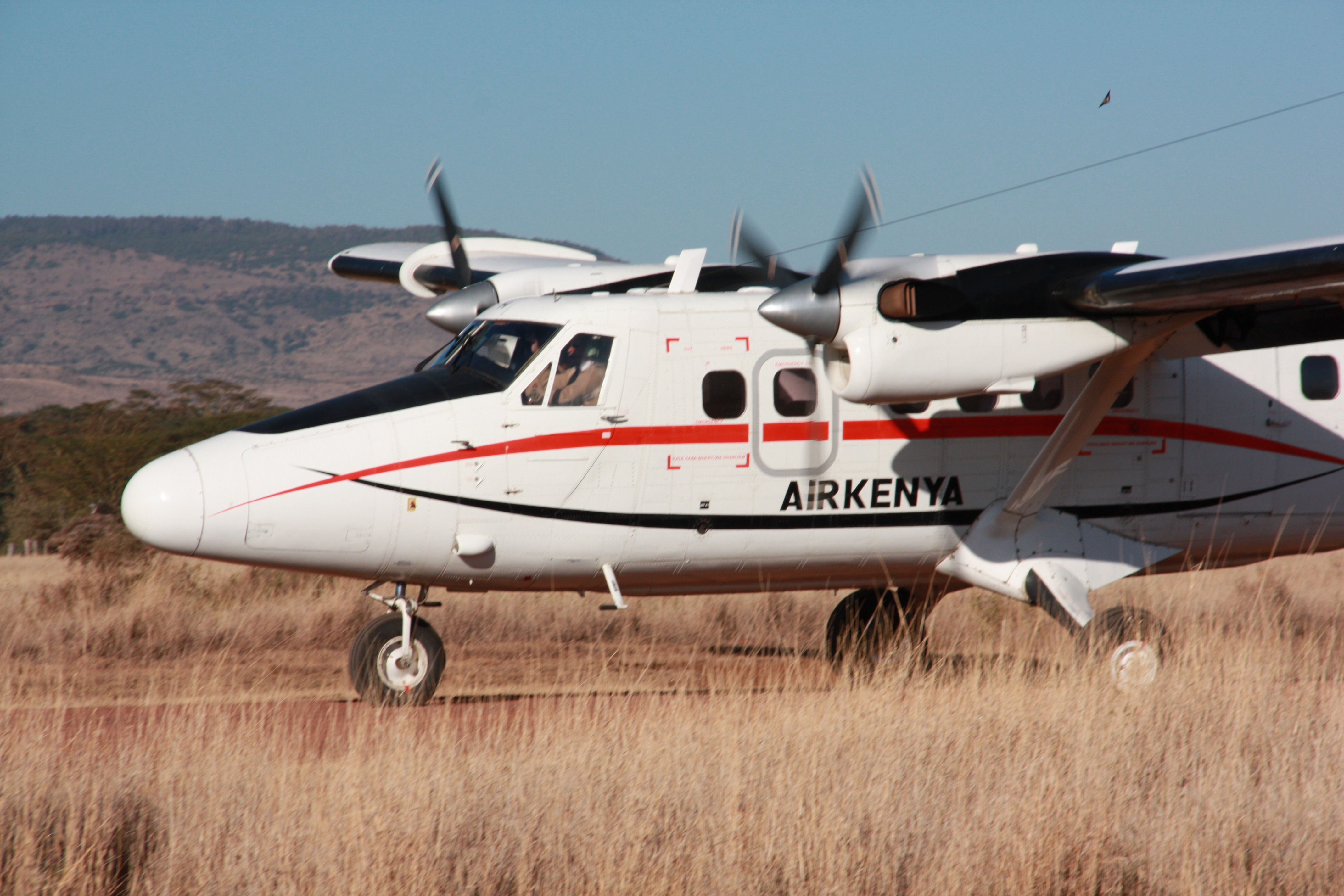
Один из самолётов авиакомпании.

Airkenya Express — авиакомпания, базирующаяся в Найроби, Кения. Обслуживает, в основном, внутренние регулярные и чартерные рейсы, кроме того выполняет один международный регулярный рейс в Танзанию. Основным хабом является аэропорт Уилсон, Найроби.

## История
Airkenya Express была основана и начала свою деятельность под брендом Airkenya Aviation в 1987 году, в результате слияния авиакомпаний Air Kenya и Sunbird Aviation. На обе авиакомпании к тому моменту приходилось более 20 лет совместного опыта полётов по Восточной Африке. В январе 2007 года, Airkenya Aviation получила название Airkenya Express. Авиакомпания находится под управлением кенийского консорциума Air Kenya Express Limited и насчитывает 165 сотрудников. В 2014 году авиакомпанией было перевезено около 100 000 пассажиров, что несколько ниже показателей 2013 года, когда было перевезено 120 000 человек.
У Airkenya Express есть две дочерние компании: Regional Air в Танзании (основана в 1997 году) и AeroLink в Уганде (основана в 2012 году).

## Маршрутная сеть
География полетов включает в себя следующие аэропорты (по состоянию на август 2016 года):

### Международные рейсы
- Килиманджаро, Танзания

### Внутренние рейсы
- национальный парк Амбосели, аэропорт Амбосели[англ.]
- курорт Диани-Бич/город Юканда[англ.], аэропорт Юканда[англ.]
- Ламу, аэропорт Мандра[англ.]
- Малинди, аэропорт Малинди
- заповедник Масаи-Мара, аэродромы Serena, Keekorok, Olekiombo, Kichwa, Musiara
- Меру, аэропорт Mulika Lodge[англ.]
- Наньюки, аэропорт Наньюки[англ.]
- заповедник Самбуру, аэропорт Самбуру[англ.]

## Флот
В состав флота входят следующие типы воздушных судов (по состоянию на август 2016 года):
| Флот авиакомпании Airkenya Express   | Флот авиакомпании Airkenya Express | Флот авиакомпании Airkenya Express |
| Тип самолёта                         | Эксплуатируется                    | Число мест                         |
| ------------------------------------ | ---------------------------------- | ---------------------------------- |
| De Havilland Canada DHC-6 Twin Otter | 3                                  | 16                                 |
| De Havilland Canada Dash 7           | 2                                  | 50                                 |
| Bombardier DHC-8-100                 | 1                                  | 37                                 |
| Cessna Caravan C 208 B               | 3                                  | 11                                 |
| Eurocopter AS 350 B3                 | 2                                  | 5                                  |

## Авиапроисшествия
В феврале 1992 года самолёт авиакомпании Douglas DC-3 5Y-BBN разбился при заходе на посадку на одном из аэродромов заповедника Масаи-Мара. В результате, в 1993 году, воздушное судно было списано.